# Antirrhinum
Antirrhinum és un gènere de plantes amb flors de la família de les plantaginàcies, encara que tradicionalment havia estat classificada dins de les escrofulariàcies. Són conegudes popularment com a conillets entre altres noms.

## Descripció
Són plantes perennes que creixen millor a ple sol o sol parcial. A la natura són especialment rupícoles. La paraula "antirrhinum" deriva del grec anti (αντί), "com," i rhis (ῥίς), "nas", inus (-ινοϛ), "de" o "pertanyent a". Literalment significa "com un nas" segurament referint-se a la càpsula madura. Algunes espècies d'aquest gènere es fan servir com organisme model i estan per tant molt estudiades. També s'usen com plantes ornamentals.

## Distribució
Són plantes natives de la Península Ibèrica, França, Itàlia, Síria, Líban, Líbia, Tunísia, Algèria i el Marroc. Avui dia també es troben presenta a altres països d'Europa, l'Àsia central, el subcontinent indi, Corea, Vietnam, a moltes zones d'Amèrica del Nord i algunes d'Amèrica del Sud.

## Taxonomia
Classificat recentment dins la família de les plantaginàcies a causa d"estudis moleculars i genètics que han demostrat un major parentiu amb aquesta família, antigament ho fou a la de les escrofulariàcies.

### Espècies
Aquest gènere compta al voltant d'una desena d'espècies als Països Catalans. Algunes d'elles són considerades subespècies segons el criteri de la Flora dels Països Catalans:
- Antirrhinum barrelieri Boreau
- Antirrhinum controversum Pau
- Antirrhinum latifolium Mill.
- Antirrhinum majus L.
- Antirrhinum molle L.
- Antirrhinum pulverulentum Lázaro Ibiza
- Antirrhinum sempervirens Lapeyr.
- Antirrhinum siculum Mill.
- Antirrhinum valentinum Font Quer

Aquesta obra de referència inclou també els representants dels gèneres Misopates i Asarina dins d'Antirrhinum:
- Antirrhinum asarina L. (=Asarina procumbens Mill.)
- Antirrhinum orontium subsp. calycinum (Lange) Nyman (=Misopates calycinum (Lange) Rothm.)
- Antirrhinum orontiumL. (=Misopates orontium (L.) Raf.)

Al voltant del Mediterrani, en total es poden comptar unes 24 espècies acceptades, depenent de les fonts consultades:.
| - Antirrhinum australe Rothm. - Antirrhinum × bilbilitanum Güemes & Mateo - Antirrhinum braun-blanquetii Rothm. - Antirrhinum charidemi Lange - Antirrhinum × chavannesii Rothm. - Antirrhinum cirrhigerum (Welw. ex Ficalho) Rothm. - Antirrhinum controversum Pau - Antirrhinum graniticum Rothm. - Antirrhinum grosii Font Quer | - Antirrhinum hispanicum Chav. - Antirrhinum × inexpectans P.P.Ferrer, R.Roselló, E.Laguna & Güemes - Antirrhinum × kretschmeri Rothm. - Antirrhinum latifolium Mill., cucut - Antirrhinum majus L. - Antirrhinum martenii (Font Quer) Rothm. - Antirrhinum meonanthum Hoffmanns. & Link - Antirrhinum microphyllum Rothm. - Antirrhinum molle L. | - Antirrhinum × montserratii Molero & Romo - Antirrhinum pertegasii Rothm. - Antirrhinum pulverulentum Lázaro Ibiza - Antirrhinum rothmaleri (P.Silva) Amich, Bernardos & García-Barriuso - Antirrhinum sempervirens Lapeyr. - Antirrhinum siculum Mill. - Antirrhinum tortuosum Bosc ex Lam. - Antirrhinum valentinum Font Quer |

### Sinònims
Aquest gèneres compta amb quatre sinònims:
- Anthirrinum Moench
- Antrizon Raf.
- Orontium Pers.
- Termontis Raf.